# Адамов, Аркадий Григорьевич
Арка́дий Григо́рьевич Ада́мов (при рождении Гибс; 13 июля 1920 — 26 июня 1992) — русский советский писатель детективного жанра. 
Его повесть «Дело „пёстрых“», вышедшая в 1956 году, стала первым широко известным советским детективом, благодаря чему в стране в 1950-х годах произошло возрождение детективного жанра. По этой книге в 1958 году режиссёр Николай Досталь поставил одноимённый фильм. Основным персонажем книг Адамова сначала являлся сотрудник МУРа Сергей Коршунов, а в поздних произведениях — ученик Коршунова Виталий Лосев. Адамов — автор документальных записок «Мой любимый жанр — детектив» и ряда исследований по зарубежной детективной литературе.

## Биография
Сын писателя-фантаста Григория Адамова (Гибса). Окончив среднюю школу в 1937 году, поступил в Московский авиационный институт. В 1941 году, не завершив обучение, ушёл добровольцем на фронт. Красноармеец ОМСБОН, старший сержант, участвовал в Битве за Москву и других операциях Западного фронта. Был ранен, в 1943 году уволен в запас по болезни.
После демобилизации учился на историческом факультете МГУ и окончил его заочно в 1948 году. Одновременно занимается литературной деятельностью, экспериментируя в различных жанрах: повесть «Шелехов на Кадьяке» (1948) и сборник рассказов «По неизведанным путям» (1948—1950) о путешествиях и приключениях российского исследователя, мореплавателя и купца в Русской Америке, повесть «Василий Пятов» (1952).
В 1952 году выходит на руководителей МУРа с пожеланием дать ему возможность изучить работу уголовного розыска и подготовить на основе собранных материалов литературные произведения, по-новому освещающие задачи и методы современной милиции. Адамов получил разрешение на получение всей необходимой информации. Комментатор книг А. Г. Адамова Евгений Рысс вспоминает:
Писатель мог ограничиться беседами со следователями, оперативными работниками и специалистами научно-технического отдела. Но может быть, А. Адамов понимал, что написать хорошую книгу после таких бесед невозможно, а может быть, просто его увлекли специфика розыскной работы, сочетание логики и риска, объективных данных науки и смелых логических построений. Так или иначе, А. Адамов, к счастью, не ограничился беседами. Он ходил на операции, участвовал в обысках и засадах, дежурил но ночам в МУРе и выезжал с оперативными группами на место преступления. Короче говоря, он знает дело не по рассказам. Он пережил, как и его герои, напряжённые часы в засаде, когда нельзя ни кашлянуть, ни закурить, ни пошевелиться. Сидел на оперативных совещаниях. Участвовал в обысках, когда точно известно, что крупный преступник скрывается здесь, в этой комнате или в этой квартире, а найти его не удаётся.
Работа над первой повестью «Дело „пёстрых“» была завершена в 1956 году. Возможный читательский интерес разглядел Валентин Катаев, главный редактор «Юности». В этом журнале в 1956 году и состоялся дебют Адамова как основателя жанра нового советского детектива. Благодаря как проявившейся в тот момент заинтересованности МВД в пропаганде положительного облика милиционера, так и успеху «Дела „пёстрых“» у читателей, в 1957—1958 годах повесть была экранизирована, став одним из первых советских кинодетективов.
Адамов издал около 30 своих произведений, среди которых публицистические записки «Мой любимый жанр — детектив» и исследования по зарубежной детективной литературе.
В 1977 году был удостоен премии Всесоюзного литературного конкурса Министерства внутренних дел СССР, Союза писателей СССР и Госкомиздата СССР, посвящённого 60-летию советской милиции. Трилогия «Инспектор Лосев» награждена Золотой медалью Литературной премии имени Героя Советского Союза Николая Кузнецова за лучшее героико-приключенческое произведение 1981 года, учреждённой СП РСФСР.
Был членом Союза писателей СССР с 1957 года, членом редакционной коллегии журнала «Советская милиция».
Похоронен на Новом Донском кладбище (участок № 1), рядом с родственниками и женой.

## Критика и отзывы
Анатолий Королёв, писатель, для РИА Новости:
«Аркадий Адамов сформировал золотой шаблон массовой литературы и массовых зрелищ, где обязательно должен быть ошибающийся герой, молодой человек с чувством невольной вины, при этом обязательно влюблённый в девушку, которая ненадолго увлеклась каким-нибудь несимпатичным типом; где любовь двух сердец должна быть увязана с отчаянной схваткой против жестокого подпольного мира, где есть всё: золото, власть, тайны, деньги, кровь, предательства, преступления, но нет только чистой прекрасной любви».

## Семья
Жена — Ирина Львовна Адамова (урождённая Пеньковская, 1924—2020), дочь поэта Льва Пеньковского. Сыновья — Юрий (1947—2015), прозаик; Евгений (род. 1957), художник.

## Список произведений
- Шелехов на Кадьяке (повесть, 1948)
- По неизведанным путям (рассказы, 1950)
- Василий Пятов (повесть, 1952)
- Дело «пёстрых» (повесть, 1956). Экранизирована в 1958 году.
- Чёрная моль (повесть, 1958).
- Последний бизнес (повесть, 1961)
- Личный досмотр (повесть, 1963)
- «След лисицы» (повесть) (1965)
- Стая (повесть, 1966)
- Со многими неизвестными (повесть, 1968)
- Круги по воде (повесть, 1970)
- Угол белой стены (повесть, 1970)
- Злым ветром (роман, 1975). Экранизирован в 1982 году.
- Петля (роман, 1975). Экранизирован в 1983
- Час ночи (повесть, 1976)
- Мой любимый жанр — детектив (1980)
- Вечерний круг (повесть, 1981)
- На свободное место (роман, 1982)
- Идёт розыск (роман, 1985)
- Болотная трава (повесть, 1986)

## Награды
- Орден Отечественной войны 1-й степени (11.03.1985)
- Орден Отечественной войны 2-й степени
- Орден Дружбы народов (11.07.1980)[7]
- Медаль «За боевые заслуги»
- Медаль «За оборону Москвы»
- Другие медали